# Air-Sol Moyenne Portée
El air-sol moyenne portée (SMP; "misil aire-superficie de alcance medio") es un misil de crucero nuclear francés lanzado desde el aire fabricado por MBDA France. En la doctrina nuclear francesa, se la denomina arma "preestratégica", el "disparo de advertencia" de último recurso antes de un empleo a gran escala de armas nucleares estratégicas lanzadas desde los submarinos de misiles balísticos de la Clase Le Triomphant. El desarrollo del misil fue realizado por la División de Misiles Tácticos de Aérospatiale, ahora parte de MBDA.
El ASMP entró en servicio en mayo de 1986. En 1991 se produjeron 90 misiles y 80 ojivas. En 2001, se informó que 60 de ellos estaban operativos. El desarrollo de una versión mejorada, el ASMP-A, se lanzó en 1997 y el misil entró en servicio en 2009. En 2016, se lanzó otro programa de modernización, el ASMPA-R. La primera prueba de disparo del ASMPA-R tuvo lugar en diciembre de 2021 y la segunda en marzo de 2022.
Se espera que el misil de crucero hipersónico lanzado desde el aire ASN4G, que se está desarrollando a partir de 2023, reemplace al ASMP en la función de disuasión nuclear preestratégica a partir de 2035.

## Sucesor
Ya han comenzado los estudios para el sucesor del misil ASMP, denominado ASN4G (Air-Sol Nucléaire de 4ème Génération), un misil de crucero hipersónico propulsado por scramjet. El objetivo es diseñar un misil capaz de realizar vuelos supersónicos (Mach 4-5) o hipersónicos (Mach 7-8).
El ASN4G podría ser transportado por el avión de combate Rafale y el requisito es un alcance de misil mucho mayor que 1.000 kilómetros (600 millas). ASN4G está siendo desarrollado y será fabricado por ArianeGroup.